# Роман-газета
«Рома́н-газе́та» — масове радянське, а потім російське періодичне видання сучасної художньої літератури, переважно романів та повістей. Виходило нерегулярно з 1927 по 1942 рік, щомісяця з 1946 по 1956 рік і двічі на місяць виходить з 1957 року.

## Історія
Видання виникло за задумом Володимира Леніна та за ініціативи Максима Горького в липні 1927 року. Виходило у видавництві «Московський робітник», з 1931 року — у Держлітвидаві (видавництво «Художня література»).
Редагували видання Іван Беспалов, Марко Серебрянський, Віктор Кін, Василь Іллінков та інші. Популяризувало найкращі твори тогочасних радянських та зарубіжних авторів, які раніше вже виходили російською мовою. 
У виданні друкувалися «Справа Артамонових» Максима Горького, «Тихий Дон» Михайла Шолохова, поема «Василь Тьоркін» Олександра Твардовського, «Повісті гір та степів» Чингіза Айтматова, «Льодова книга» Югана Смуула; романи «У вогні» Анрі Барбюса, «На західному фронті без змін» Еріх Марії Ремарка, «Слово перед стратою» Юліуса Фучика та інші.
1975 року наклад видання перевищив 1,5 мільйона примірників.